# Чемпионат мира по фехтованию 1935
Чемпионат мира по фехтованию в 1935 году проходил в Лозанне (Швейцария); на момент проведения он считался европейским турниром, а статус чемпионата мира ему был присвоен задним числом в 1937 году. Среди мужчин соревнования проходили в личном и командном зачёте по фехтованию на саблях, рапирах и шпагах, среди женщин — только личное первенство на рапирах. В связи с тем, что четверо дошедших до финала рапиристов отказались состязаться между собой, медали в индивидуальном зачёте в фехтовании на рапирах не присуждались.

## Общий медальный зачёт
| Место | Страна              | Золото | Серебро | Бронза | Всего |
| ----- | ------------------- | ------ | ------- | ------ | ----- |
| 1     | Королевство Венгрия | 4      | 1       | 2      | 7     |
| 2     | Франция             | 1      | 2       | 0      | 3     |
| 3     | Королевство Италия  | 1      | 1       | 1      | 3     |
| 4     | Швеция              | 1      | 1       | 0      | 2     |
| 5     | Австрия             | 0      | 2       | 0      | 2     |
| 6     | Нацистская Германия | 0      | 0       | 3      | 3     |
| 7     | Бельгия             | 0      | 0       | 1      | 1     |
| Всего | Всего               | 7      | 7       | 7      | 21    |

## Медалисты

### Мужчины
| Дисциплина                  | Золото | Серебро | Бронза                                                                                        |
| --------------------------- | --- | --- | --------------------------------------------------------------------------------------------- |
| Шпага Личное первенство     | Ханс Дракенберг                                                                                            | Поль Дейдье | Саверио Раньо                                                                                 |
| Шпага Командное первенство  | Франция · Жорж Бюшар · Филипп Катьо · Марсель Деспре · Поль Дейдье · Мишель Пешё                           | Швеция · Ханс Дракенберг · Густаф Дюрссен · Карл Грипенстедт · Густав Альмгрен · Карл Юхан Вахтмейстер · Бертиль Угла | Нацистская Германия · Ойген Гайвиц · Хайнц Хайгль · Зигфрид Лердон · Штефан Розенбауэр        |
| Рапира Командное первенство | Италия · Джорджо Боккино · Уго Пуркаро · Джулио Гаудини · Чиро Верратти · Густаво Марци · Джулиано Ностини | Франция · Рене Буньоль · Андре Гардер · Эдвар Гардер · Рене Бонду · Рене Лемуэн                                       | Венгрия · Бела Бай · Аладар Геревич · Паль Дунаи · Янош Хайду · Ференц Идраньи · Лайош Маслаи |
| Сабля Личное первенство     | Аладар Геревич                                                                                             | Имре Райци | Ласло Райчаньи                                                                                |
| Сабля Командное первенство  | Венгрия · Тибор Берцей · Аладар Геревич · Лайош Маслаи · Эндре Кабош · Ласло Райчаньи · Имре Райци         | Италия · Джулио Гаудини · Густаво Марци · Альдо Монтано · Винченцо Пинтон · Эмилио Салафия · Альдо Машотта            | Нацистская Германия · Юлиус Айзенеккер · Ханс Эссер · Август Хайм · Хайнрих Мос · Рихард Валь |

### Женщины
| Дисциплина                  | Золото                                                                             | Серебро                                                                                        | Бронза                                                                      |
| --------------------------- | ---------------------------------------------------------------------------------- | ---------------------------------------------------------------------------------------------- | --------------------------------------------------------------------------- |
| Рапира Личное первенство    | Илона Элек                                                                         | Эллен Прайс                                                                                    | Дженни Аддамс                                                               |
| Рапира Командное первенство | Венгрия · Эрна Богати · Илона Элек · Маргит Элек · Дьордине Розгоньи · Илона Варга | Австрия · Элизабет Грассер · Хильде Мизоф · Эллен Прайс · Фрида фон Грегурих · Фридерике Вениш | Нацистская Германия · Хедвиг Хас · Хенни Юнгст · Ольга Элькерс · Лени Ослоб |